# Lyuh Woon-hyung
Lyuh Woon-hyung o Yo Un-hyung  (25 de mayo de 1886-19 de julio de 1947) fue un político coreano que argumentó que la independencia de Corea era esencial para la paz mundial y un activista de la reunificación que luchó por la reunificación independiente de Corea, siguiendo su división nacional en 1945.
Su seudónimo era Mongyang (몽양; 夢陽), el Hanja para "sueño" y "sol". Es raro entre los políticos en la historia coreana moderna en que es reverenciado tanto del Corea del Sur y Corea del Norte.

## Primeros años
Lyuh nació el 25 de mayo de 1886 en Yangpyeong-gun  en la Provincia de Gyeonggi siendo hijo de un magnate local. A sus 15 años, Lyuh se matriculó en la Universidad Pai Chai pero más tarde se mudó a la Escuela Heunghwa. Lyuh en 1907 comienza a estudiar la Biblia y se hizo amigo del misionero estadounidense Charles Allen Clark.
En 1910, Lyuh liberó a los esclavos de su familia separándose de la cultura coreana desde entonces. En 1917 se mudó a Shanghái y en 1918 creó la organización independentista coreana Mindan en esa ciudad.

## Política

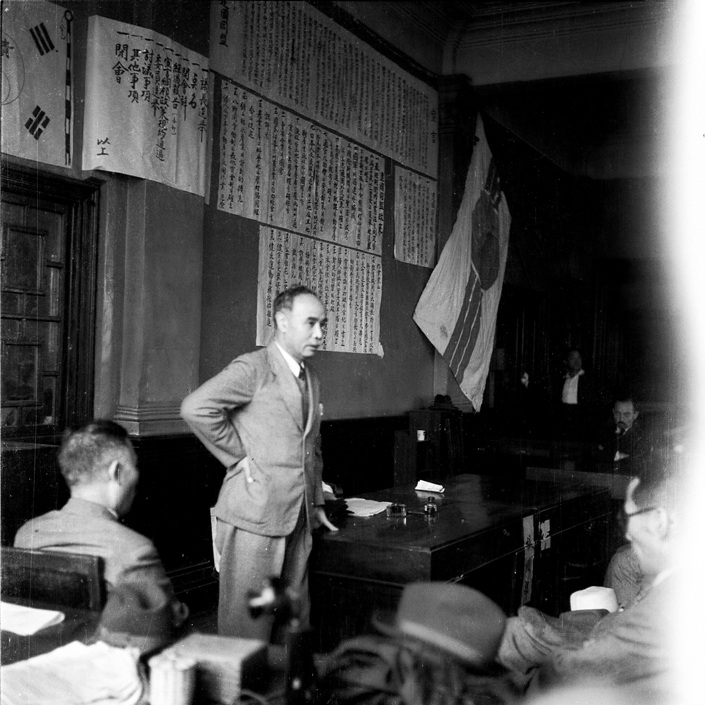
En agosto de 194, en Seúl, Lyuh Woon Hyung tuvo una reunión con los representantes del Comité para la Preparación de la Independencia de Corea que vinieron de todo el país.

Como muchos en el movimiento de independencia de Corea, Lyuh tomo una vista centrista apoyándose tanto en la izquierda y derecha para tener apoyo. En 1921 viajó a Moscú donde conoció a León Trotski y a Vladimir Lenin donde discutió sobre el movimiento antiimperialista en Corea.
En 1924 se unió al partido nacionalista chino Kuomintang de Sun Yat-sen donde trabajo en la cooperación chino-coreana y más tarde se unió al Partido Comunista de China.Tras salir de prisión en 1932 decidió trabajar como editor en los Chungang Daily News.
Fue arrestado por las autoridades japonesas al borrar la bandera japonesa de la camiseta al deportista coreano Sohn Kee-chung quien fue ganador de la medalla de oro en los Juegos olímpicos de 1936 en Berlín.
Tras su salida de prisión participó en movimiento comunistas y más tarde en mayo de 1946 cuando se decidió unificar la izquierda y derecha política, Lyuh representó la centro-izquierda. Su intento de centrismo en lo político recibió críticas de tanto la extrema izquierda y la extrema derecha al punto de hacerse insostenible.
El 19 de julio de 1947, Lyuh fue asesinado en Seúl por un joven de 19 años nacionalista de extrema derecha llamado Han Chigeun, un refugiado reciente de Corea del Norte, su muerte fue muy lamentada.

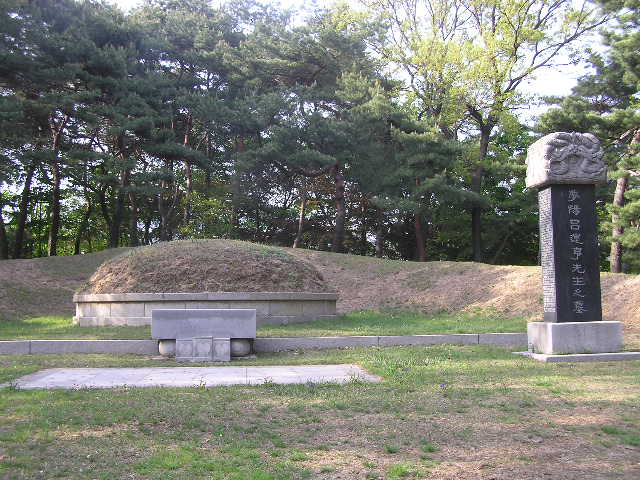
Su tumba en Seúl.